# Tovo di Sant'Agata
Tovo di Sant'Agata är en ort och kommun i provinsen Sondrio i regionen Lombardiet i Italien. Kommunen hade 640 invånare (2018).